# Lars-Hendrik Röller

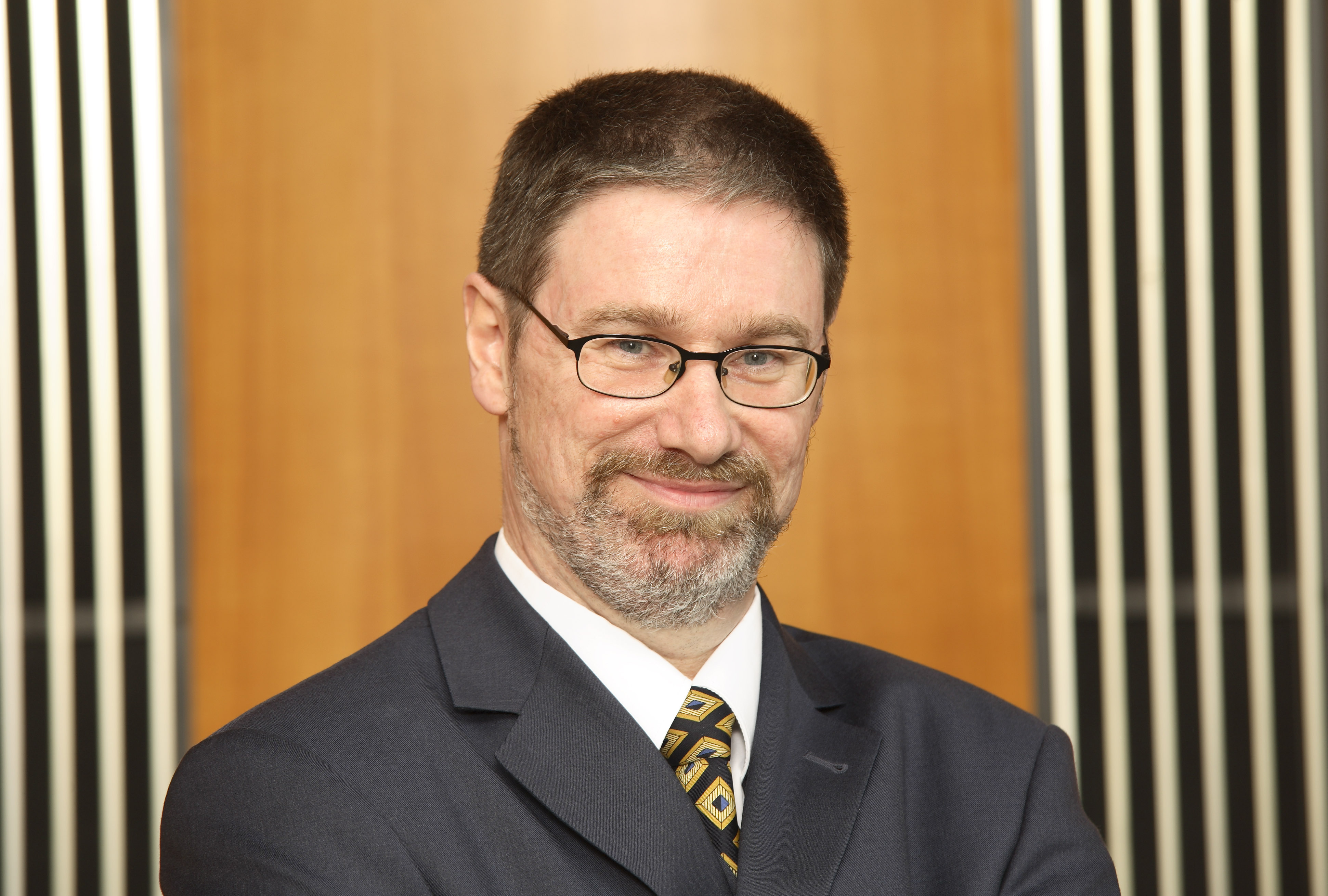
Lars-Hendrik Röller

Lars-Hendrik Röller (* 19. Juli 1958 in Frankfurt am Main) ist ein deutscher Ökonom. Er war von 2011 bis 2021 wirtschaftspolitischer Berater von Bundeskanzlerin Angela Merkel und Leiter der Wirtschafts- und Finanzabteilung im Bundeskanzleramt. 2022 wurde er von der Investmentgesellschaft BlackRock als Berater angestellt.

## Leben
Röller, Sohn des ehemaligen Dresdner-Bank-Vorstandssprechers Wolfgang Röller, studierte Informatik an der Texas A&M University und an der University of Pennsylvania, von der er auch einen Master und PhD in Ökonomie hat.
Er begann seine akademische Laufbahn als Forschungsassistent am 'Department of Economics' der University of Pennsylvania. In Pennsylvania blieb er bis 1987, wo er auch am 'Institute for Law and Economics' tätig war. Von 1987 bis 1999 war Röller Professor an der Business-School INSEAD in Frankreich. 1994 wurde Röller zudem Leiter der Abteilung Wettbewerbsfähigkeit und industriellen Wandel am Wissenschaftszentrum Berlin für Sozialforschung (WZB). 1995 wurde er auf den Lehrstuhl für Industrieökonomik der Humboldt-Universität zu Berlin berufen. Im September 2003 wurde Röller zum Chief Economist der Generaldirektion Wettbewerb der Europäischen Kommission ernannt. Dort war er als Chefökonom mit den Bereichen Fusionskontrolle, Kartelle, Missbrauch von Marktmacht und Beihilfekontrolle befasst.
Neben diesen Tätigkeiten war Röller Gastprofessor unter anderem an der Universitat Autònoma de Barcelona, der New York University und der Stanford University. Röller ist Mitglied in mehreren wissenschaftlichen Vereinigungen und Institutionen; unter anderem ist er Präsident der European Association for Research in Industrial Economics (EARIE) und war von 1996 bis 2003 Direktor am Centre for Economic Policy Research (CEPR) in London. Im Jahr 2004 wurde er zum Fellow der European Economic Association ernannt. Er war vom 1. September 2006 bis zum 30. Juni 2011 Präsident der privaten European School of Management and Technology in Berlin. Von 2009 bis 2011 war er auch Vorsitzender des Vereins für Socialpolitik.
Unter Bundeskanzlerin Angela Merkel leitete er vom 1. Juli 2011 bis Dezember 2021 als Ministerialdirektor die Wirtschafts- und Finanzabteilung im Bundeskanzleramt: Er folgte dort auf Jens Weidmann, der an die Spitze der Bundesbank wechselte, und auf die Interimslösung Uwe Corsepius. Als wirtschaftspolitischer Berater der Bundeskanzlerin fungierte er auch als ihr Vorbereiter und Chefunterhändler („Sherpa“) bei G7- und G20-Gipfeln. Dieses Amt hatte er bis Dezember 2021 inne. Ihm folgte Jörg Kukies, der zuvor als Staatssekretär unter Olaf Scholz im Bundesministerium der Finanzen diente.
Deutschland war Gastgeber des G20-Gipfels in Hamburg im Juli 2017. Röllers Tätigkeit vor und bei diesem Gipfel hatte dadurch noch mehr Bedeutung als bei den G20-Gipfeln in den Jahren zuvor.
Röller geriet im Zusammenhang mit dem Bilanz- und Betrugsskandal rund um den insolventen Zahlungsdienstleister Wirecard in die Schlagzeilen. Der frühere Staatssekretär im Bundeskanzleramt Klaus-Dieter Fritsche organisierte im September 2019 ein Treffen mit Röller und den früheren Wirecard-Vorständen Burkhard Ley und Alexander von Knoop um den Kontakt zur Bundesregierung aufzubauen. Darüber hinaus leitete Röller eine Kontakt-Anfrage eines chinesischen Konzerns an Wirecard weiter. Diese Mail wurde dem eingesetzten Wirecard-Untersuchungsausschuss des deutschen Bundestags zunächst allerdings nicht vorgelegt. Besonders umstritten dabei war die Rolle von Röllers Ehefrau, die in dem Kontext als Kontaktperson genannt wurde. Röller gab im Untersuchungsausschuss an, seine Ehefrau sei lediglich Hausfrau. Diese Aussage musste er später korrigieren. Das Bundeskanzleramt sah auf Nachfrage keine Verstöße gegen beamtenrechtliche Obliegenheiten.
Er beriet mehrere Organisationen, Regierungen und internationale Unternehmen zu den Themen Wettbewerb, Strategie und Regulierung. Seit 2008 ist er Mitglied der Berlin-Brandenburgischen Akademie der Wissenschaften.
Röller kehrte nach seiner Tätigkeit für die Regierung als „Professor of Economics“ an die Privatuniversität ESMT in Berlin zurück.
Im Sommer 2022 wurde Lars-Hendrik Röller von der Investmentgesellschaft BlackRock für ein neues Beratungsgremium des Managements angeworben. Das Team soll sich mit Investitionen in klimaneutrale Transformation von Unternehmen befassen.

## Familie
Röller ist verheiratet und hat drei Kinder. Sein Bruder Ulf-Jensen Röller (* 1964) ist Fernsehjournalist beim ZDF.

## Preise und Auszeichnungen
- 2011: Ehrendoktorwürde der Universität St. Gallen[11]
- 2002: Gossen-Preis des Vereins für Socialpolitik[12]

## Schriften (Auswahl)

### Bücher
- Complementarities in innovation policy. WZB, Berlin 2000 (zusammen mit Pierre Mohnen).
- Rent sharing in the European airline industry. WZB, Berlin 1995 (zusammen mit Damien J. Neven).
- Die Soziale Marktwirtschaft in der neuen Weltwirtschaft. Edition Sigma, Berlin 2001, ISBN 3-89404-297-4.
- Telecommunications infrastructure and economic development. A simultaneous approach. CEPR, London 2000 (zusammen mit Leonard Waveman).

### Aufsätze
- The Allocation of Jurisdiction in International Antitrust. In: European Economic Review, Bd. 44 (2000), S. 845–855 (zusammen mit Damien J. Neven).
- Telecommunications Infrastructure and Economic Development. A Simultaneous Approach. In: American Economic Review, 2001, Dezember (zusammen mit Len Waverman).
- Complementarity in Innovation Policy. In: European Economic Review, Bd. 49 (2005), S. 1431–1450 (zusammen mit Pierre Mohnen).
- Economic Analysis and Competition Policy Enforcement in Europe. In: Peter A. van Bergeijk (Hrsg.): Modelling European Mergers. Theory, Competition and Case Studies. Elgar Books, Cheltenham 2005, ISBN 1-84542-318-6.
- On the Workings of a Cartel. Evidence from the Norvegian Cement Industry. In: American Economic Review, Bd. 96 (2006), Heft 1, S. 321–338 (zusammen mit Frode Steen).
- The political economy of European merger control: Evidence using stock market data. In: Journal of Law and Economics, Bd. 50(2007), S. 455–489 (zusammen mit T. Duso, and D.J. Neven).